# Tarancón
Tarancón är en kommunhuvudort i Spanien. Den ligger i provinsen Provincia de Cuenca och regionen Kastilien-La Mancha, i den centrala delen av landet, 70 km sydost om huvudstaden Madrid. Tarancón ligger 817 meter över havet och antalet invånare är 15 651.
Terrängen runt Tarancón är huvudsakligen platt, men norrut är den kuperad. Runt Tarancón är det mycket glesbefolkat, med 7 invånare per kvadratkilometer. Tarancón är det största samhället i trakten. Trakten runt Tarancón består till största delen av jordbruksmark.